# Мінерали-геологічні спідометри
Мінерали-геологічні спідометри (рос. минералы-геологические спидометры, англ. minerals-geological speedometers) — мінерали, які дозволяють встановлювати швидкість кристалізації (Г. Б. Бокій, 1956).